# پاورپاف گرلز
پاورپاف گرلز که در ایران تحت عنوان دختران نیرومند (انگلیسی: The Powerpuff Girls) شناخته می‌شود، یک مجموعه تلویزیونی پویانمایی ابرقهرمانی ساخته کریگ مک‌کراکن است که از سال ۱۹۹۸ تا ۲۰۰۵ از شبکه کارتون نت‌ورک پخش شده‌است.

## فصل‌ها
| فصل      | قسمت‌ها | قسمت‌ها | تاریخ اصلی روی آنتن رفتن | تاریخ اصلی روی آنتن رفتن |
| فصل      | قسمت‌ها | قسمت‌ها | اولین بار                | آخرین بار                |
| -------- | ------ | ------ | ------------------------ | ------------------------ |
| ۱        | ۱۳     | ۱۳     | ۱۸ نوامبر ۱۹۹۸           | ۲۷ مه ۱۹۹۹               |
| ۲        | ۱۳     | ۱۳     | ۲۵ ژوئن ۱۹۹۹             | ۳۰ ژوئن ۲۰۰۰             |
| ۳        | ۱۳     | ۱۳     | ۲۸ ژوئیه ۲۰۰۰            | ۱۲ اکتبر ۲۰۰۱            |
| ۴        | ۱۲     | ۱۲     | ۱۴ آوریل ۲۰۰۱            | ۱۳ دسامبر ۲۰۰۲           |
| ۵        | ۱۲     | ۱۲     | ۵ سپتامبر ۲۰۰۳           | ۹ آوریل ۲۰۰۴             |
| ۶        | ۱۵     | ۱۵     | ۱۶ آوریل ۲۰۰۴            | ۲۵ مارس ۲۰۰۵             |
| Specials | ۳      | ۳      | ۱۲ دسامبر ۲۰۰۳           | ۲۰ ژانویه ۲۰۱۴           |